# Bolesław Grajeta
Bolesław Grajeta (ur. 25 lipca 1895 w Poznaniu, zm. 11 października 1970 tamże) – polski modelarz lotniczy, organizator sportu lotniczego, członek organizacji podziemnych w czasie II wojny światowej.

## Życiorys
Był synem Józefa i Pelagii z Lipińskich. W 1912 ukończył szkołę średnią w Poczdamie i podjął studia na Wydziale Handlu Zagranicznego Akademii Handlowej w Berlinie. W maju 1919 powrócił do Poznania, gdzie został kierownikiem działu w Urzędzie Handlu Zagranicznego (pracował tam do 1922). Nawiązał w tym czasie kontakt z Aeroklubem Poznańskim. Zajął się przygotowywaniem młodzieży do pracy w lotnictwie i zakładał modelarnie lotnicze. Był pierwszym wykładowcą oraz instruktorem modelarstwa lotniczego w Gimnazjum Bergera, a także w drużynach harcerskich i Korpusie Kadetów w Rawiczu. W Ogólnopolskich Zawodach Modelarstwa Lotniczego zdobył ponad trzydzieści nagród indywidualnych za pierwsze miejsca. W latach 1933–1934 założył pierwszy w Polsce Instytut Aerodynamiczny Małego Lotnictwa w Poznaniu (przez wiele lat była to jedyna tego typu placówka w kraju). Regularnie powierzano mu organizowanie i kierowanie zawodami lotniczymi. Od 1935 do 1939 był kierownikiem gospodarki wagonowej w wydziale ruchu Dyrekcji Okręgowej Kolei Państwowych w Poznaniu. W 1938 otrzymał Srebrną Odznakę LOPP.
Został wraz z rodziną wysiedlony przez Niemców z Poznania w grudniu 1939. Udał się do Warszawy, gdzie wybrano go na głównego opiekuna schroniska dla wysiedleńców przy ul. Smulikowskiego, a następnie przy ul. Senatorskiej. Potem pracował w przedsiębiorstwie Braci Balickich. Nawiązał kontakt z pracownikami stacji kolejowej Warszawa Główna Osobowa, tworząc siatkę podziemną zajmującą się przemycaniem broni, amunicji, dokumentów, nielegalnej prasy i mundurów dla uciekinierów, kurierów i żołnierzy podziemia. W 1942 musiał uciekać z Warszawy do Lublina. W 1944 zorganizował tam tajną pocztę dla Polaków przebywających w niemieckich obozach. W końcu 1944 musiał uciekać z Lublina i 16 stycznia 1944 przybył do Pruszkowa, gdzie zajął się organizacją administracji państwowej. Jeszcze w 1944 powrócił do Poznania, gdzie został komisarzem sportowym w Aeroklubie Poznańskim. Pracował też w Zarządzie Okręgu Ligi Lotniczej w Poznaniu jako instruktor modelarstwa lotniczego. Wyszkolił kilka tysięcy modelarzy. Do 1953 pracował też na różnych stanowiskach w PKP.